# کوچووه
۴۰°۴۸′۱۴″ شمالی ۱۹°۵۴′۵۲″ شرقی / ۴۰٫۸۰۳۸۹°شمالی ۱۹٫۹۱۴۴۴°شرقی
کوچووه شهری در کشور آلبانی و مرکز استانی به همین نام